# Peter Frenette
Pour les articles homonymes, voir Frenette.
Peter Frenette,né le 24 février 1992 à Port Jefferson, est un sauteur à ski américain.

## Biographie
Il effectue ses premiers sauts à l'âge de six ans, profitant du complexe olympique de Lake Placid, près de chez lui.
Il est admis dans l'équipe nationale en 2009 et prend part à la Coupe continentale où il marque ses premiers points pour ses débuts. Avec des bons résultats dans la Coupe FIS (un podium), il arrive à se qualifier pour les Jeux olympiques d'hiver de 2010 sans prendre à la Coupe du monde[pas clair]. Il y est 41e au petit tremplin et 32e au grand tremplin.
En janvier 2011, il se qualifie pour sa première compétition de Coupe du monde à Sapporo, où il marque aussi ses premiers points sur le deuxième concours (18e), soit son meilleur résultat dans cette compétition. Au même tremplin, il est monté sur son premier podium en Coupe continentale une semaine auparavant.
Il est sélectionné ensuite pour les Championnats du monde 2011 et 2013, où il se place sixième de la compétition par équipes mixtes notamment. En 2013, il marque de nouveau des points dans la Coupe du monde, pour établir son meilleur classement général, 58e.
Peter Frenette honore son ultime sélection internationale aux Jeux olympiques d'hiver de 2014 à Sotchi. Il prend ensuite sa retraite sportive pour étudier à l'Université de Denver.

## Palmarès

### Jeux olympiques
| Épreuve / Édition | Vancouver 2010 | Sotchi 2014 |
| Petit tremplin    | 41e            | 45e         |
| Grand tremplin    | 32e            | —           |
| Par équipes       | 11e            | 10e         |

### Championnats du monde
| Épreuve / Édition  | Oslo 2011                        | Val di Fiemme 2013 |
| Grand tremplin     | 35e                              | 50e                |
| Par équipes mixtes | Épreuve inexistante à cette date | 6e                 |

### Coupe du monde
- Meilleur classement général : 58e en 2013.
- Meilleur résultat individuel : 18e.

#### Classements généraux
| Compet'/Année | Compet'/Année | Classement général | Classement général |
| ------------- | ------------- | ------------------ | ------------------ |
| Compet'/Année | Compet'/Année | Class.             | Points             |
| 2011          | 2011          | 62e                | 13                 |
| 2013          | 2013          | 58e                | 21                 |

### Championnats du monde junior
| Épreuve / Édition | Hinterzarten 2010 | Otepää 2011 |
| Individuel        | 12e               | 27e         |

### Coupe continentale
- 1 podium.